# 49 (szám)
A 49 (római számmal: XLIX) egy természetes szám, négyzetszám és félprím, a 7 négyzete.

## A szám a matematikában
A tízes számrendszerbeli 49-es a kettes számrendszerben 110001, a nyolcas számrendszerben 61, a tizenhatos számrendszerben 31 alakban írható fel.
A 49 páratlan szám, összetett szám, azon belül négyzetszám és félprím, kanonikus alakban a 72 hatvánnyal, normálalakban a 4,9 · 101 szorzattal írható fel. Három osztója van a természetes számok halmazán, ezek növekvő sorrendben: 1, 7 és 49.
Középpontos nyolcszögszám.
Másodfajú Szábit-szám.
A Padovan-sorozat tagja.
Erősen érinthető szám: minden nála kisebb számnál többször áll elő számok valódiosztóösszeg-függvényeként.
A 49 hat különböző szám valódiosztó-összegeként áll elő, ezek 75, 215, 287, 407, 527, 551.
Az 50-nel Ruth–Aaron-párt alkot.
A 49-es szám szerepel a (49; 168; 175) pitagoraszi számhármasban.
Az első 49 pozitív egész szám összege (vagyis a 49. háromszögszám) 1225, e 49 szám szorzata (azaz a 49 faktoriálisa): 49! = 6,08281864034268 · 1062.
A 49 négyzete 2401, köbe 117 649, négyzetgyöke 7, köbgyöke 3,65931, reciproka 0,020408. A 49 egység sugarú kör kerülete 307,87608 egység, területe 7542,96396 területegység; a 49 egység sugarú gömb térfogata 492 806,9788 térfogategység.
A 49 helyen az Euler-függvény helyettesítési értéke 42, a Möbius-függvényé 0, a Mertens-függvényé −3.

## A szám mint sorszám, jelzés
- A periódusos rendszer 49. eleme az indium.